# 27470 Debrabeckett
27470 Debrabeckett este un asteroid din centura principală de asteroizi.

## Descriere
27470 Debrabeckett este un asteroid din centura principală de asteroizi. A fost descoperit pe 5 aprilie 2000 la Socorro, New Mexico, în cadrul proiectului LINEAR. Asteroidul prezintă o orbită caracterizată de o semiaxă mare de 2,72 ua, o excentricitate de 0,17 și o înclinație de 5,0° în raport cu ecliptica.